# Divisões da Malásia

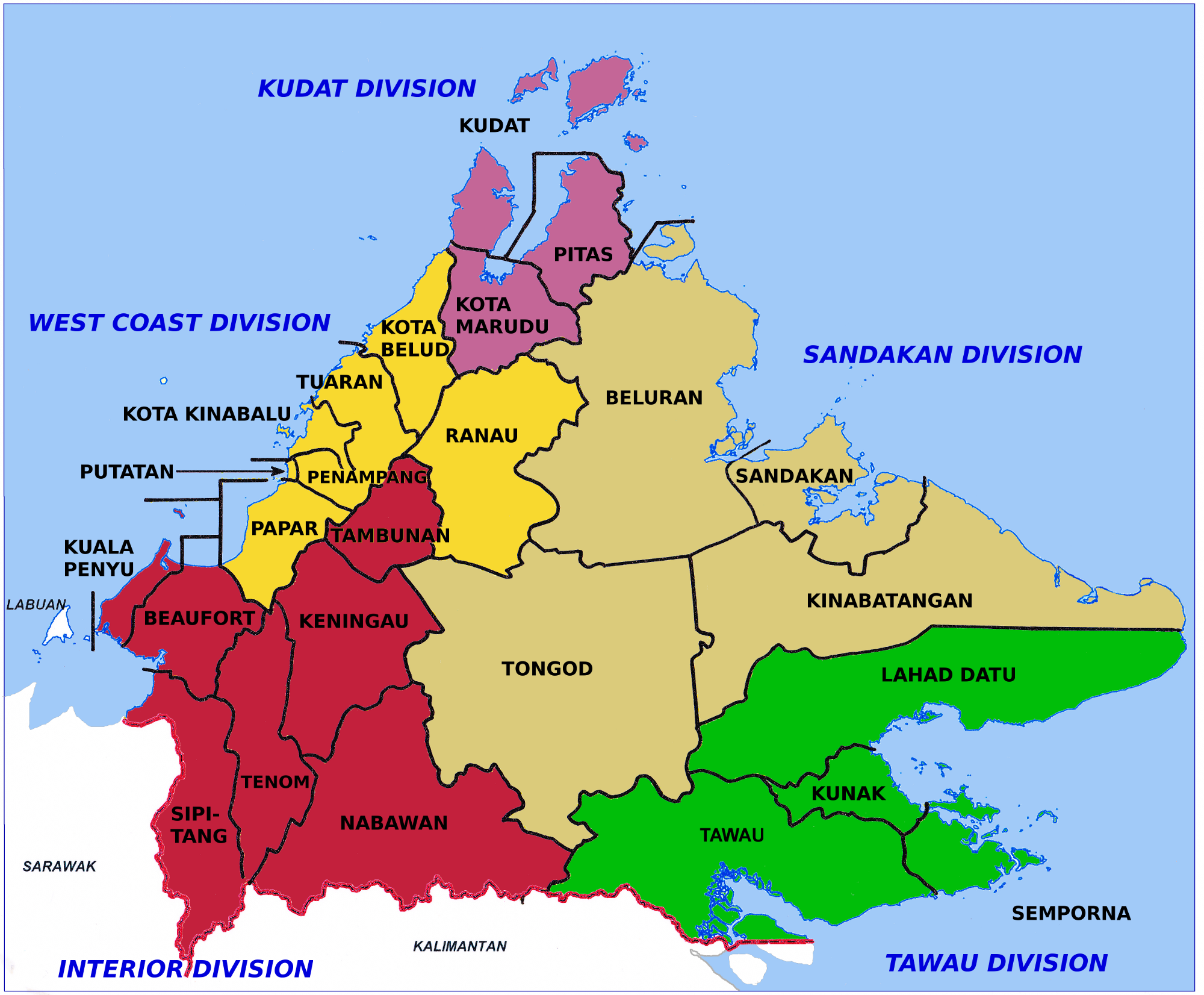

Os Estados da Malásia que se encontram em Borneo (Malásia Oriental) são subdivididos em divisões. Estas divisões são divididas em distritos
As 16 divisões são:
- Sabah: Bahagian Pantai Barat, Bahagian Pedalaman, Bahagian Kudat, Bahagian Sandakan, e Bahagian Tawau; e
- Sarawak: Betong, Bintulu, Kapit, Kuching, Limbang, Miri, Mukah, Samarahan, Sarikei, Sibu, e Sri Aman